# Ciné-œil, la Vie à l'improviste
Pour les articles homonymes, voir Kinoglaz.
Pour plus de détails, voir Fiche technique et Distribution.
Ciné-œil, la Vie à l'improviste (Kinoglaz - Jizn vrasplokh, Киноглаз - Жизнь врасплох) est un film documentaire soviétique réalisé par Dziga Vertov et sorti en 1924.
Ce film expérimental, basé sur les principes du documentaire vertovien « ciné-œil », a reçu un accueil mitigé de la part des critiques et des spécialistes du cinéma. Le film a été primé à l'Exposition internationale des arts décoratifs et industriels modernes de Paris en 1925,.

## Synopsis
Film documentaire sur la nouvelle Union soviétique. Il se présente comme une collection de courts épisodes sur la vie en Union soviétique, réunis dans la série La Vie par surprise. Une large place est accordée aux enfants et aux Pionniers, une organisation de jeunesse soviétique. On y voit également les coopératives de l'époque, un éléphant, la lutte contre la tuberculose, le service de premiers soins, un asile et un cours de physique pour les ouvriers. Le film est tourné à Moscou et dans ses environs.

## Fiche technique
- Titre français : Ciné-œil, la Vie à l'improviste[3]
- Titre original : Киноглаз - Жизнь врасплох, Kinoglaz - Jizn vrasplokh
- Réalisation : Dziga Vertov
- Format : Noir et blanc - muet
- Durée : 78 minutes
- Dates de sortie :
  - Union soviétique : 31 octobre 1924